# Återbrytande av dom
Återbrytande av dom, juridik, är ett extraordinärt rättsmedel. Detta kommer till användning i fall, då, efter det en sak är av dömd genom laga kraft ägande dom, part finner nya skäl av beskaffenhet att ådagalägga, att det föreliggande avgörandet inte är riktigt. 
Bestämmelser fanns i den gamla Rättegångsbalken 31 kap § 3.